# Dave Charlton
Dave Charlton (Brotton, Yorkshire, Anglia, 1936. október 27. – Johannesburg, 2013. február 24.) dél-afrikai autóversenyző.

## Pályafutása
1965 és 1975 között összesen tizenhárom Formula–1-es világbajnoki versenyen vett részt. Leginkább hazája nagydíjain szerepelt, ám a 71-es valamint a 72-es szezonban több európai futamon is rajthoz állt. Legjobb helyezését az 1975-ös dél-afrikai versenyen érte el, amikor a tizenkettedik pozícióban zárt.
Charlton hat alkalommal (1970 és 1975 között minden évben) nyerte meg a dél-afrikai Formula–1-es bajnokságot.

## Eredményei

### Teljes Formula–1-es eredménysorozata
(Táblázat értelmezése)

(Félkövér: pole-pozícióból indult; dőlt: leggyorsabb kört futott) 

| Év   | Csapat                     | Modell       | Motor             | 1      | 2      | 3      | 4   | 5   | 6      | 7      | 8      | 9   | 10  | 11  | 12  | 13  | 14  | 15  | Helyezés | Pont |
| ---- | -------------------------- | ------------ | ----------------- | ------ | ------ | ------ | --- | --- | ------ | ------ | ------ | --- | --- | --- | --- | --- | --- | --- | -------- | ---- |
| 1965 | Ecurie Tomahawk            | Lotus 20     | Ford Straight-4   | RSA Nk | MON    | BEL    | FRA | GBR | NED    | GER    | ITA    | USA | MEX |     |     |     |     |     | -        | 0    |
| 1967 | Scuderia Scribante         | Brabham BT11 | Coventry Climax   | RSA Hn | MON    | NED    | BEL | FRA | GBR    | GER    | CAN    | ITA | USA | MEX |     |     |     |     | -        | 0    |
| 1968 | Scuderia Scribante         | Brabham BT11 | Repco             | RSA Ki | ESP    | MON    | BEL | NED | FRA    | GBR    | GER    | ITA | CAN | USA | MEX |     |     |     | -        | 0    |
| 1970 | Scuderia Scribante         | Lotus 49C    | Ford Cosworth DFV | RSA 12 | ESP    | MON    | BEL | NED | FRA    | GBR    | GER    | AUT | ITA | CAN | USA | MEX |     |     | -        | 0    |
| 1971 | Brabham Racing Organiation | Brabham BT33 | Ford Cosworth DFV | RSA Ki | ESP    | MON    | NED | FRA |        |        |        |     |     |     |     |     |     |     | -        | 0    |
| 1971 | Team Lotus                 | Lotus 72D    | Ford Cosworth DFV |        |        |        |     |     | GBR Ki | GER    | AUT    | ITA | CAN | USA |     |     |     |     | -        | 0    |
| 1972 | Scuderia Scribante         | Lotus 72D    | Ford Cosworth DFV | ARG    | RSA Ki | ESP    | MON | BEL | FRA Nk | GBR Ki | GER Ki | AUT | ITA | CAN | USA |     |     |     | -        | 0    |
| 1973 | Scuderia Scribante         | Lotus 72D    | Ford Cosworth DFV | ARG    | BRA    | RSA Ki | ESP | BEL | MON    | SWE    | FRA    | GBR | NED | GER | AUT | ITA | CAN | USA | -        | 0    |
| 1974 | Scuderia Scribante         | McLaren M23  | Ford Cosworth DFV | ARG    | BRA    | RSA 19 | ESP | BEL | MON    | SWE    | NED    | FRA | GBR | GER | AUT | ITA | CAN | USA | -        | 0    |
| 1975 | Team McLaren               | McLaren M23  | Ford Cosworth DFV | ARG    | BRA    | RSA 14 | ESP | MON | BEL    | SWE    | NED    | FRA | GBR | GER | AUT | ITA | USA |     | -        | 0    |

## Külső hivatkozások
- Profilja a grandprix.com honlapon (angolul)
- Profilja a statsf1.com honlapon (angolul)
- Profilja a driverdatabase.com honlapon (angolul)